# نورث‌آمبرلند
نورث‌آمبرلند (به انگلیسی: Northumberland) یکی از شهرستان‌های کشور انگلستان است که در ناحیه شمال شرقی انگلستان قرار دارد.
این شهرستان در سال ۲۰۱۱ میلادی ۶۹۳٬۹۰۰ نفر جمعیت داشته و مرکز آن شهر مورپث است.

## افراد مشهور
- بابی چارلتون
- جک چارلتون
- جکی میلبورن
- توماس بیویک
- بازیل بانتینگ
- پیت دوهرتی
- جرج استیونسن
- ترور استیون